# Мінекаєв Рузіль Рамільович
Мінекаєв Рузіль Рамільович (рос. Минекаев, Рузиль Рамилевич; 20 травня 1999, Нурлат, Татарстан, Росія) — російський актор театру та кіно. 

## Життєпис
У 2019 році закінчив Казанське театральне училище, вступив до Російського інституту театрального мистецтва, де навчається в акторській групі режисерського факультету. З 2020 року знімається в кіно та на телебаченні (серіали «Вуличне правосуддя», «Підслухано в Рибінську», «Напарники», «Смичок»). З 2021 року працює у театрі «Школа сучасної п'єси». 2023 року зіграв одну з головних ролей у серіалі Жори Крижовнікова «Слово пацана. Кров на асфальті», причому рецензенти високо оцінили його роботу. Оглядач «КиноПоиск» Василь Корецький назвав Мінєкаєва одним із двох головних відкриттів серіалу поряд із Леоном Кемстачем.

## Фільмографія

### Серіали
| Рік  |   | Українська назва               | Оригінальна назва                    | Роль  |
| ---- | - | ------------------------------ | ------------------------------------ | ----- |
| 2021 | с | Напарники                      | рос. Напарники                       | Костя |
| 2021 | с | Вуличне правосуддя             | рос. Уличное правосудие              |       |
| 2022 | с | Смичок                         | рос. Смычок                          | Макс  |
| 2023 | с | Слово пацана. Кров на асфальті | рос. Слово пацана. Кровь на асфальте | Марат |

## Особисте життя
Мінекаєв одружений з акторкою Азізою Бекмановою. У цьому шлюбі народився син.